# Bussarong

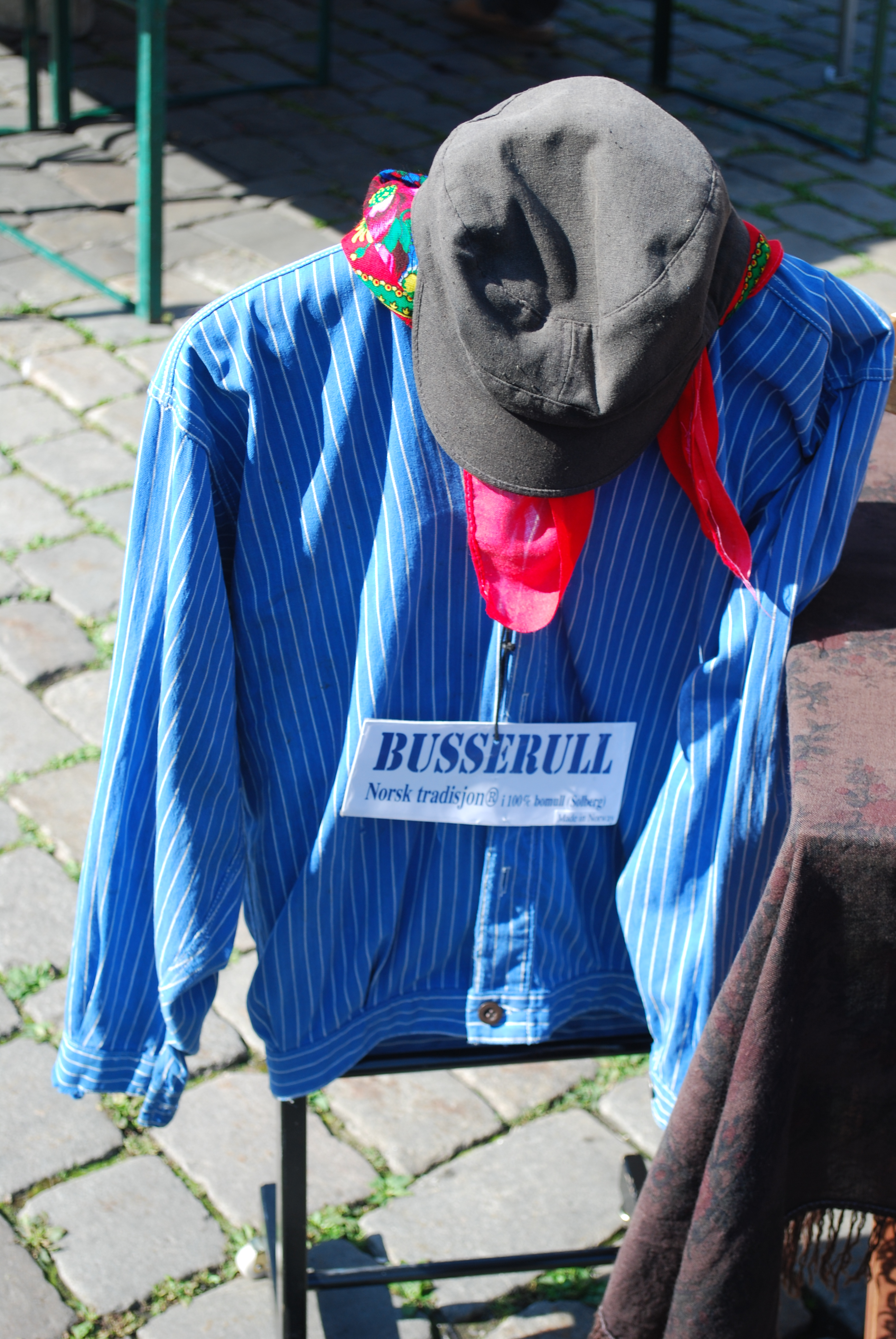
Busserull

Bussarong (även bussaron, rona, busserulle eller bussarå
) är ett löst sittande skjort- eller blusliknande överdragsplagg, främst förknippat med arbetskläder. 

## Etymologi
Ordet härstammar från lågtyskans busserun, som betyder "sjömansskjorta", vilket ytterst kommer från franskans bourgeron, det vill säga "arbetsblus", och latinets burr´a, som betyder "grovt ylletyg". Enligt Svensk ordbok är ordet belagt i svenskan sedan 1797, men äldre källor förekommer, som Carlscronas Wekoblad, som nämner ordet redan 1765.

## Utformning och bruk

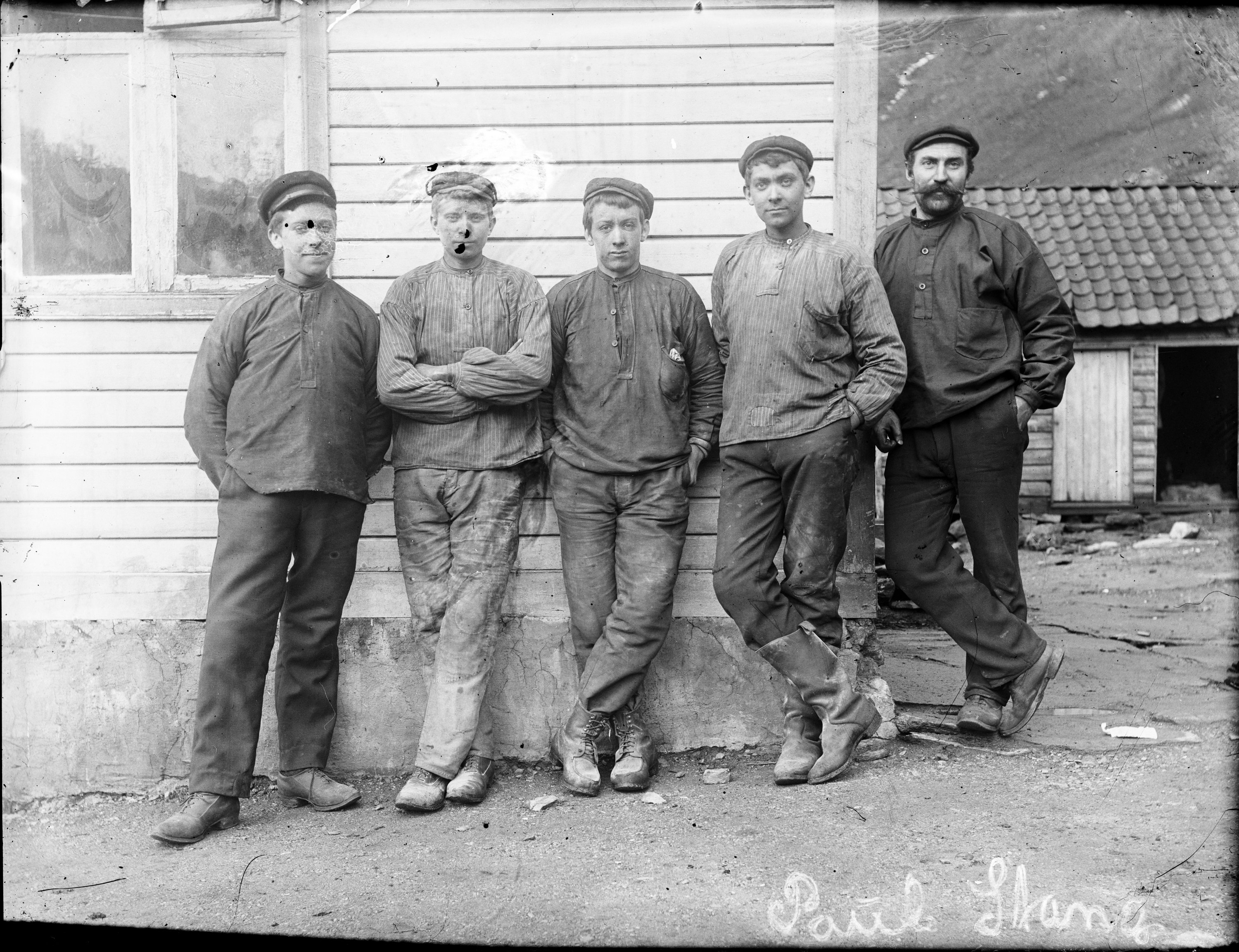
Arbetare i blåblusar i norska Askvoll, 1908.

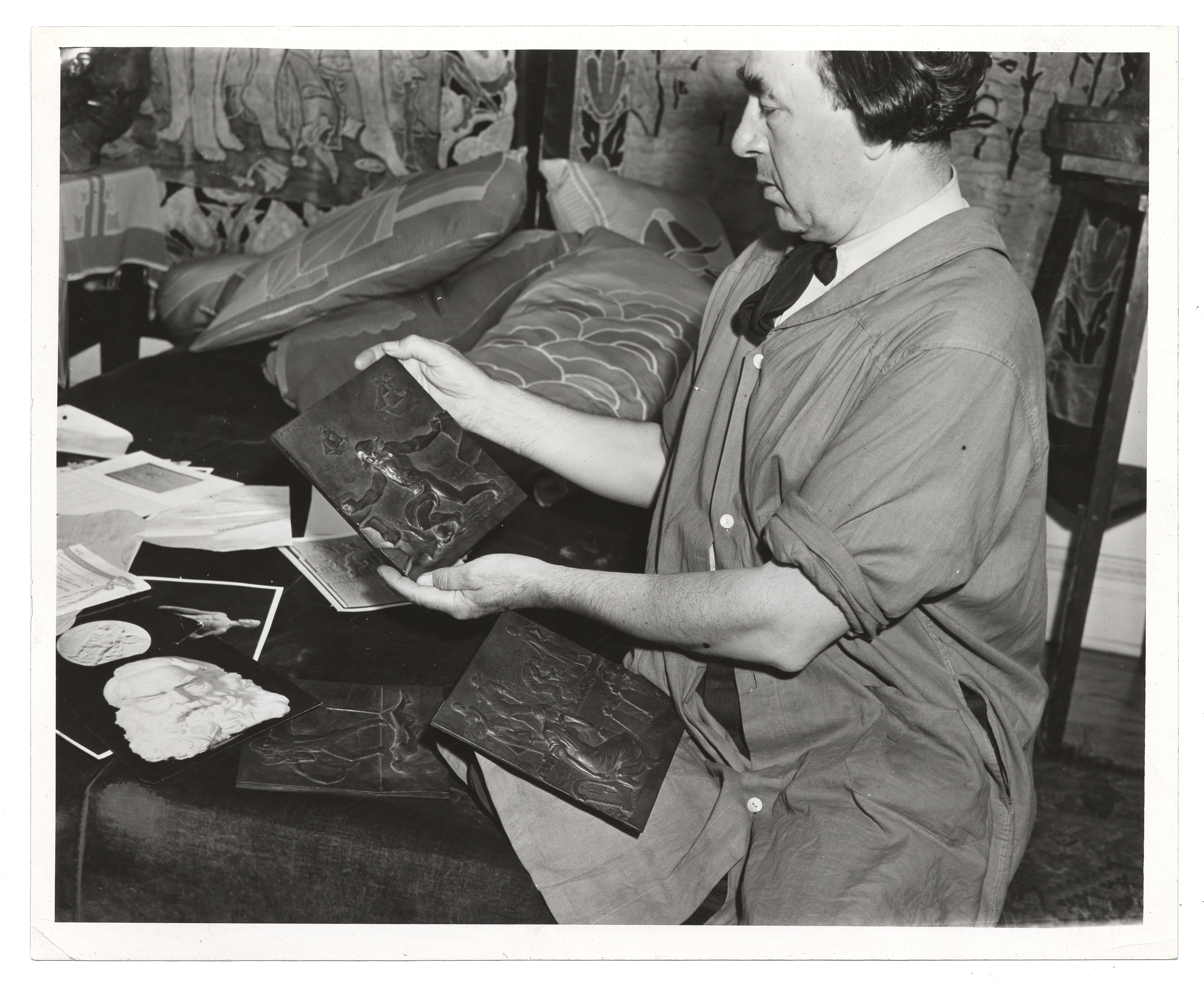
Den ungersk-amerikanske skulptören Alexander Finta 1939 i en målarskjorta, som är en sorts bussarong.

En bussarong ser ut som en skjorta, men används som ett grövre ytterplagg över denna. Ursprunget härleds till sjömanskläder. Den något tjockare, kypertvävda varianten blev vanlig bland bönder, skogsarbetare och byggnadsarbetare i början av 1800-talet. Traditionell sjömansuniform består av en bussarong, som också kallas sjömansskjorta, tillsammans med vida långbyxor, ibland kallade bussarongsbyxor.
Materialet var ull eller bomull, och plagget kunde vara enfärgat, randigt eller rutigt. Bussarong kallas ibland också för murarskjorta eller målarskjorta eftersom de förknippas med de olika yrken som traditionellt använt dem. Eftersom blått tyg var vanligt kallades bussarong också för blåblus, och blåkläder har kommit att bli synonymt med arbetskläder. Det senare ordet är känt i svenskan sedan 1878 medan blåblus dyker upp i svenska dagstidningar kring sekelskiftet 1900.
Bussarong var ett arbets- och vardagsplagg, men ett nytt plagg kunde användas som helgdräkt, men aldrig för kyrkligt bruk. Traditionellt var plagget reserverat för män.
Bussarong har använts i flera europeiska länder. Under de franska revolutionerna 1830 och 1848 blev plagget en politisk symbol för solidaritet mellan bönder och arbetare. På 1960-talet fick bussarongen en renässans, speciellt bland vänstern och akademiker. 
Idag används bussaronger ofta som arbetskläder inom vård och omsorg. Dessa är dock tunnare än de traditionella. Inom vården har de vanligen inga knappar, eftersom det blir mindre problem i tvätten med knapplösa plagg. Inom omsorgen kombineras bussarongen ofta med ett överdragsförkläde. Löst sittande damblusar kan kallas ibland för bussarong ().